# زارغو توري
زارغو توري (بالفرنسية: Zargo Touré)‏ (مواليد 11 نوفمبر 1989 في بيكين - السنغال) لاعب كرة قدم سنغالي يلعب حاليا لصالح نادي الدرجة الأولى بولوني الفرنسي منذ 2008 في مركز الوسط المحوري .

## روابط خارجية
- زارغو توري على موقع اتحاد تركيا (لاعب) (الإنجليزية)
- زارغو توري على موقع قاعدة بيانات كرة القدم.إي يو (الإنجليزية)
- زارغو توري على موقع ليكيب (الفرنسية)
- زارغو توري على موقع ناشيونال فوتبول تيمز (الإنجليزية)
- زارغو توري على موقع Soccerway.com (الإنجليزية)
- زارغو توري على موقع عالم كرة القدم.نت (الإنجليزية)
- زارغو توري على موقع كووورة
- زارغو توري على موقع أوليمبيديا (الإنجليزية)
- زارغو توري على موقع AS.com (الإسبانية)